# Järnvägen Lima–Huancayo
Järnvägen Lima-Huancayo (även kallad Ferrocarril Central), den "centrala banan".
Sträckan Lima–La Oroya blev färdig 1893 och denna sträcka är 222 kilometer. På sin väg passerar banan sin högsta punkt vid Ticlio 4 818 m och är därmed den högst belägna normalspåriga (1 435 mm) järnvägen i världen. Järnvägens totala längd är 535 km.
|  |  |

Terrängen är extremt svårframkomlig och banan går genom ett stort antal tunnlar och över stålbroar. På den tiden som banan byggdes fanns inga roterande mekaniska drillborrar och man tvingades hacka sig igenom bergen, ett titaniskt arbete.
På de ställen där utrymme saknas för banans kurvor är det nödvändigt att åka i sicksack, tåget går då fram och tillbaka, växlar till nytt spår och tar sig långsamt uppåt utan att behöva åka i kurvor.
Från Lima trafikeras banan inte längre med linjetrafik. Banan blev utsatt för ett stort antal terroristangrepp under 1980-talet och trafiken fick läggas ner.

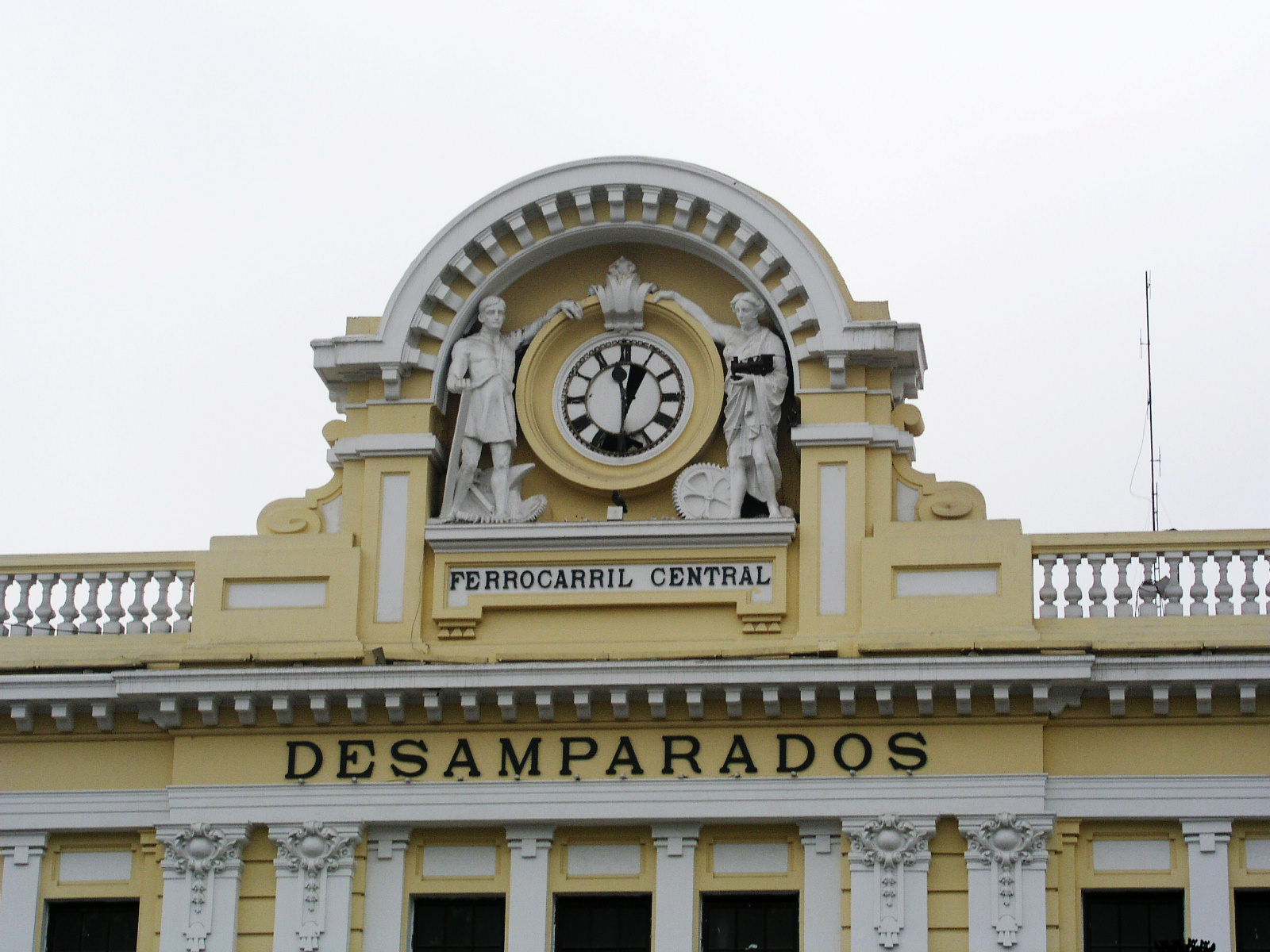
Järnvägsstationen Desamparados i Lima

Järnvägsstationen, Desamparados, i centrala Lima finns fortfarande kvar. Ibland går (såvitt känt) enstaka turisttåg.
Tanken med banan som för närvarande slutar i Huancavelica är att sammanbinda även Ayacucho, något som ännu inte kommit till utförande.
Sidosträckan La Oroya-Cerro de Pasco byggdes för att transportera kopparmalm för gruvbolaget Cerro de Pasco Mining Company.
För närvarande drivs järnvägen av Ferrovía Central Andina.